# Johann Casimir (Sachsen-Coburg)

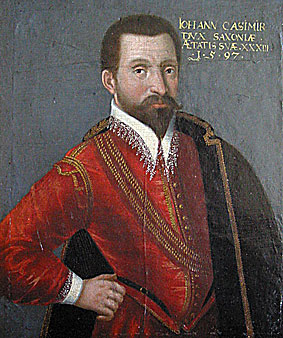
Herzog Johann Casimir von Sachsen-Coburg, 1597, Öl auf Holz, Schloss Callenberg, Coburg

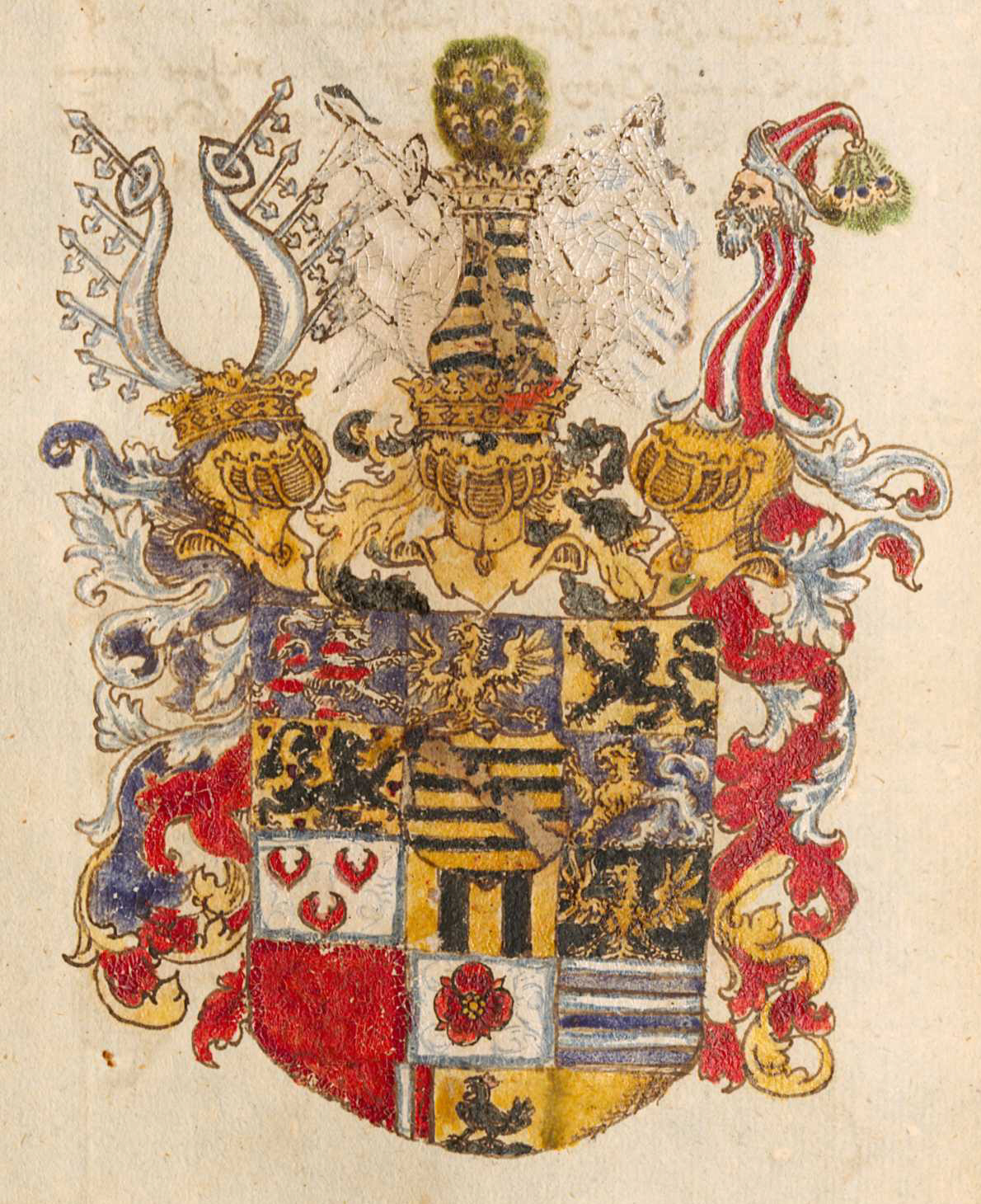
Wappen

Johann Casimir (auch Johann Kasimir) von Sachsen-Coburg (* 12. Juni 1564 in Gotha; † 16. Juli 1633 in Coburg) war Herzog von Sachsen-Coburg. Er stammte aus der Familie der ernestinischen Wettiner.

## Jugend

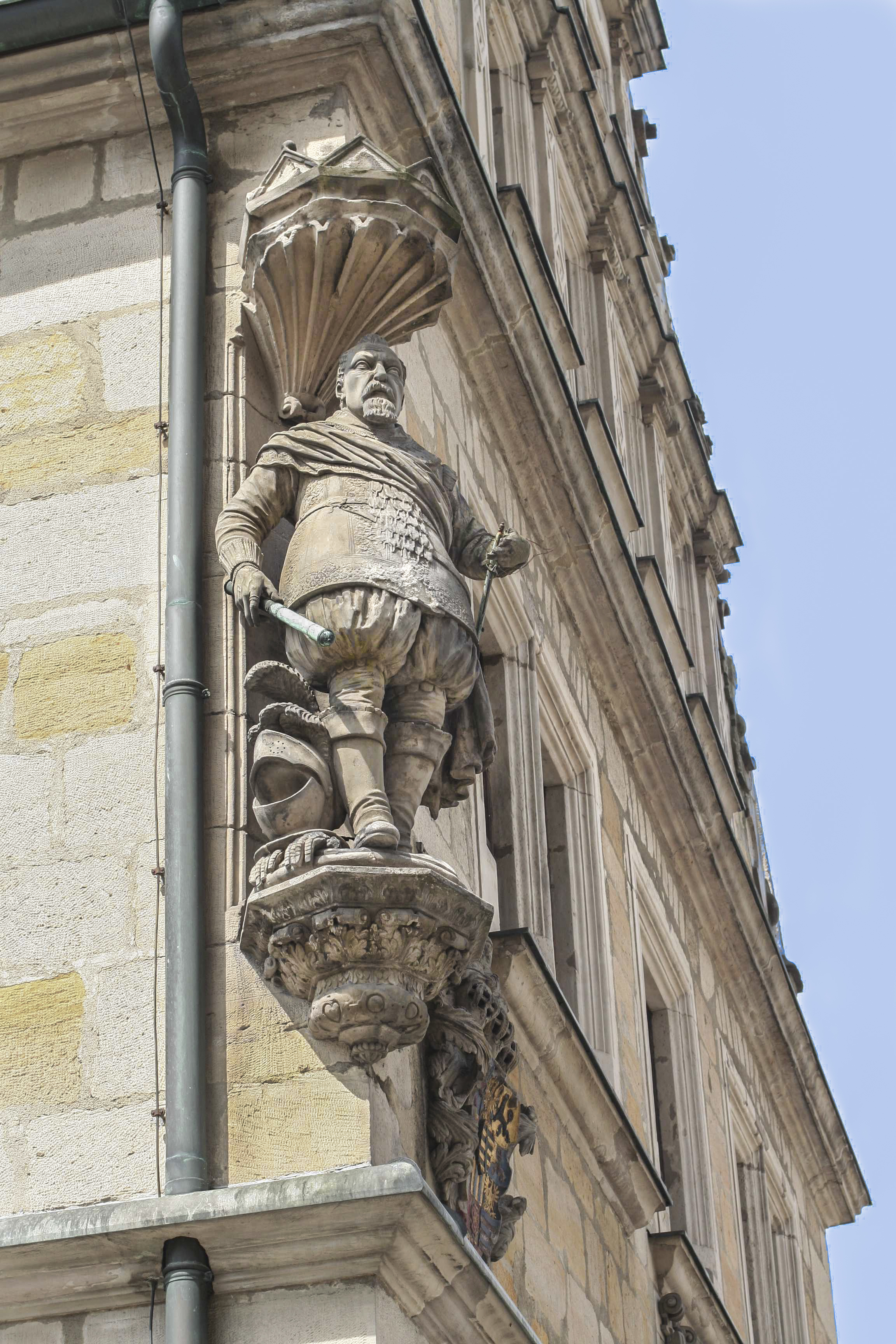
Figur Herzog Casimirs am Casimirianum

Johann Casimir wurde als dritter von vier Söhnen Herzog Johann Friedrichs II. (des Mittleren) von Sachsen und seiner Ehefrau Elisabeth, Tochter des späteren pfälzischen Kurfürsten Friedrich III., geboren. Nach der Reichsexekution gegen Gotha verlor der Vater am 15. April 1567 die Herrschaft und seine Freiheit. Danach lebte Johann Casimir zusammen mit seinem jüngeren Bruder Johann Ernst und seiner Mutter zuerst am Hofe seines Onkels Johann Wilhelm, der Vormund der Kinder war, in Weimar, anschließend in Eisenach und Eisenberg. 1570 setzte der Reichstag zu Speyer die Söhne wieder in ihre vom Vater ererbten Rechte ein. Zwei Jahre später, im Sommer 1572, zog die Mutter zu ihrem in Österreich gefangenen Mann, während ihren beiden Söhnen mit dem Erfurter Teilungsvertrag vom 6. November 1572 das neue Fürstentum Sachsen-Coburg zugesprochen wurde. Das Fürstentum bestand aus süd- und westthüringischen Gebieten, unter anderem mit den Städten Eisenach, Gotha und Hildburghausen. Vormund der Kinder wurde neben Johann Georg (Brandenburg) (ab 1578 Markgraf Georg Friedrich von Brandenburg-Ansbach) und dem Großvater mütterlicherseits, Kurfürst Friedrich von der Pfalz, auch der Feind seines Vaters, Kurfürst August von Sachsen, der für eine Erziehung unter seiner Aufsicht und in seinem Sinne sorgte sowie eine kursächsische Vormundschaftsregierung in Coburg einsetzte, wohin Johann Casimir und sein Bruder am 5. Dezember 1572 zogen. Seine Vormünder unterzeichneten in Johann Casimirs Namen die Konkordienformel von 1577 und das Konkordienbuch von 1580.
In den Jahren 1578 bis 1581 studierte Johann Casimir an der Universität Leipzig. Am 6. Mai 1584 verlobte er sich, ohne Zustimmung seines Vaters, mit Anna, der Tochter Augusts von Sachsen, die er am 16. Januar 1586 in Dresden heiratete.
Zu seiner Verlobung, einer Doppelverlobung zweier Töchter Kurfürst Augusts (Johann Casimir mit Anna und Heinrich Julius von Braunschweig mit Dorothea) wurde der Reichsgulden zu 21 Groschen (1584) geprägt.
Erst nach dem Tod von Kurfürst August von Sachsen am 11. Februar 1586 konnte Herzog Johann Casimir im Alter von 22 Jahren zusammen mit seinem Bruder Johann Ernst die Regierung seines Fürstentums übernehmen.

## Regentschaft

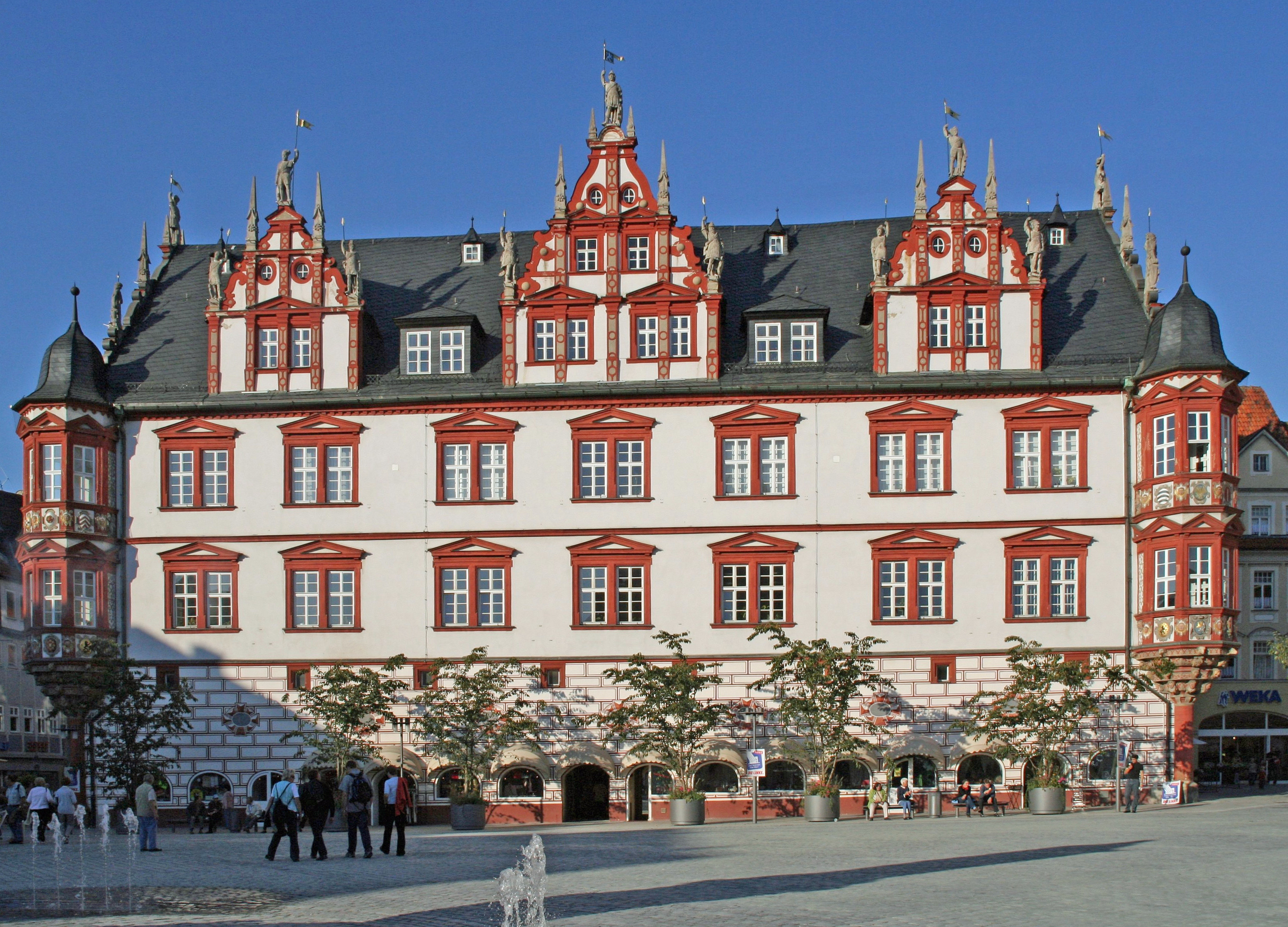
Regierungsgebäude, heute Stadthaus am Marktplatz, Coburg

1596 wurde für Johann Ernst das Fürstentum Sachsen-Eisenach eingerichtet und Casimir regierte in Coburg alleine weiter. Sein Herrschaftsgebiet bestand aus den Ämtern Coburg mit den Gerichten Lauter, Rodach und Gestungshausen, Heldburg mit Gericht Hildburghausen, Römhild, Eisfeld, Schalkau, Sonneberg, Neustadt, Neuhaus, Mönchröden, Sonnefeld und Tenneberg.
Unter Johann Casimir erlebte die Residenzstadt Coburg ihre erste kulturelle Hochblüte mit einer regen Bautätigkeit. Die Bauwerke, meist Werke von Peter Sengelaub, können bis heute besichtigt werden. Das Stadtschloss wurde im Stil der Renaissance umgebaut. Die ehemalige Burg Callenberg wurde zum prachtvollen Jagdschloss erweitert; ihre 1618 eingeweihte Schlosskapelle ist der erste protestantische Sakralraum im Coburger Raum. Die Veste Coburg wurde zur Landesfestung umgebaut und das Zeughaus sowie das Regierungsgebäude am Marktplatz wurden neu errichtet. Den Chor der Morizkirche schmückte Johann Casimir 1598 zu Ehren seiner Eltern mit einem zwölf Meter hohen Alabaster-Monument mit reich skulpturiertem Bildprogramm, das zu den schönsten Renaissanceepitaphen in Deutschland gehört. Daneben gründete er das Gymnasium Casimirianum, erweiterte die Schlossbibliothek um die geerbten Buchbestände und engagierte 1603 den Komponisten Melchior Franck als Hofkapellmeister. Die Hofhaltung umfasste zeitweise 213 Personen und 130 Pferde. Zum Hofmedicus war der gerühmte Johann Bierdümpfel berufen. Die Burg Tenneberg wurde unter Johann Casimirs Herrschaft zwischen 1612 und 1622 zum Jagdschloss umgebaut.
1593 folgte die Scheidung Herzog Johann Casimirs von seiner ersten Ehefrau wegen Ehebruchs, die er anschließend zunächst in Eisenach, bis 1596 im Kloster Sonnefeld und dann bis zu ihrem Tod im Jahr 1613 auf der Veste Coburg gefangen hielt (siehe auch Coburger Taler).

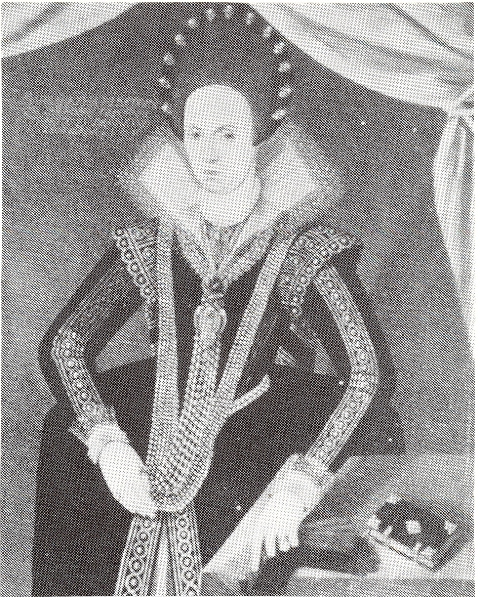
Prinzessin Margareta von Braunschweig-Lüneburg

Am 16. September 1599 heiratete Herzog Johann Casimir von Sachsen-Coburg Margarethe, Tochter des Herzogs Wilhelm von Braunschweig-Lüneburg. Die Braut und die meisten Hochzeitsgäste wohnten vor und während des Hochzeitsfestes im Schloss Heldburg. Der zu diesem Anlass benutzte vergoldete Prunkwagen, den die Brautmutter Dorothea von Braunschweig-Lüneburg (Dorothea von Dänemark) als Mitgift 1561 aus Dänemark zu ihrer eigenen Hochzeit mitgebracht hatte, ist eine der ältesten noch funktionsfähigen Kutschen der Welt und auf der Veste Coburg ausgestellt.
Politisch gelang es Johann Casimir die Reichsritterschaft seiner Herrschaft zu unterwerfen, indem er dieser die Gerichtsbarkeit auf ihren Landgütern zusicherte. Er erließ eine Kirchenordnung für die lutherische Landeskirche mit dem Herzog als summus episcopus, die später von vielen thüringischen Staaten übernommen wurde. Als eigene oberste Behörden für die Justiz und die Kirche errichtete er in Coburg 1589 ein Hofgericht (Sondergericht für Adlige), einen Appellationsrat, einen Schöppenstuhl (Gerichtshof) und 1593 ein Konsistorium, nachdem diese zuvor, auch zuständig für Sachsen-Weimar, in Jena angesiedelt waren. Vor allem errichtete er aber als Kern Coburger Staatlichkeit einen Verwaltungsapparat, der über seinen Tod hinweg lange bestand und viele politische Umwälzungen überlebte. Es gelang Herzog Casimir bis 1629 im Dreißigjährigen Krieg neutral zu bleiben. Nach seinem Beitritt zum schwedischen Bündnis erfolgte 1632 durch kaiserliche und bayerische Truppen unter Wallenstein die Besetzung Coburgs und eine erfolglose Belagerung der Veste. Herzog Johann Casimir floh rechtzeitig nach Thüringen.
Während Casimirs Herrschaft hatten die Hexenprozesse und -verbrennungen in Coburg ihren Höhepunkt. Gegen 178 Personen wurde ermittelt, auch gegen Kinder. Es gab 130 Todesopfer. 1633 starb Johann Casimir kinderlos, sein Erbe fiel an den Bruder Johann Ernst von Sachsen-Eisenach.
Zur Zeit der gemeinsamen Regentschaft begann eine gemeinsame Münzprägung, die auch nach der Trennung bis 1633 fortgeführt wurde. Es wurden mehrere Eintrachtstaler in Übereinstimmung mit der Reichsmünzordnung geprägt.